# Großkehbach
Der Großkehbach fließt in der Teilortgemarkung Murrhardts der Kleinstadt Murrhardt im Rems-Murr-Kreis im nördlichen Baden-Württemberg und mündet in der Stadt selbst nach einem gut 3 km langen, etwa nordnordöstlichen Lauf von links in die obere Murr.

## Geographie

### Verlauf
Der auch einfach nur Kehbach genannte Großkehbach entsteht am Nordabhang des bewaldeten, am Gipfel 539,9 m ü. NHN hohen Hoblersbergs auf etwa 518 m ü. NHN. Er zieht anfangs nordwestlich in einen Achtels-Kreisbogen nach rechts, auf dem er zwei winzige Waldteiche durchläuft und dann am Ende nordwärts in die offene Flur eintritt. In dieser fließt er galeriebegleitet zwischen den Weilern Schwammhof rechts und – etwas ferner – Waltersberg links hindurch, die an kleinen Hügeln stehen. Nachdem er das die Weiler verbindende Sträßchen unterquert hat, schneidet er sich nach weniger als 400 Metern Flurlaufs in eine wieder walderfüllte, steile Klinge, mit der zusammen er auf Nordostlauf schwenkt.
Schon bald öffnet sich an der linken Seite des Baches wieder die Flur, dort beginnt mit seinen ersten Häusern der Weiler Eulenhöfle, der beidseits des Laufs liegt. Dann werden beide Hänge des sich ausweitenden Tals waldfrei und der Bach fließt neben der Gartenstraße, der an beiden Seiten jeweils eine Häuserzeile folgt, nunmehr beständig nordöstlich zu Tale. Am Abzweig des Kirchhains von der Gartenstraße, über den die sich im unteren Teil der Gartenstraße fortsetzende K 1807 Waltersberg mit der Kernstadt verbindet, mündet von links der kurze Verbindungsgraben mit dem Feuersee im Murrhardter Stadtpark, der zwischen den verbliebenen Gebäuden des ehemaligen Klosters Murrhardt im Osten und dem Friedhof an der Walterichskirche im Westen in einer nordwärts zur Murr laufenden Geländemulde durch einen Erddamm an der Nordseite angestaut ist. 
Der Großkehbach fließt weiterhin nordöstlich und zunächst auch weiter offen hinter der rechten Häuserzeile der Gartenstraße. Schon hundert Meter weiter nimmt er neben dem querenden Franzenklingenweg seinen einzig bedeutenden Zufluss Kleinkehbach aus dem Südsüdwesten auf, der durch die Franzenklinge naht, die länger siedlungsfrei bleibt als die Großkehbach-Klinge. Ab der Unterquerung der Riesbergstraße fließt der Großkehbach unterirdisch und quert dann bald die Landesstraße 1066, wo diese von der Fornsbacher Straße in die Theodor-Heuss-Straße übergeht. Dieser folgt er noch etwa 200 Meter lang nach Norden. Dann mündet der Großkehbach nach einem Lauf von 3,2 km mit mittlerem Sohlgefälle von etwa 72 ‰ auf etwa 287 m ü. NHN und damit etwa 231 Höhenmeter unter seinem Ursprung von links in die obere Murr.

### Einzugsgebiet
Der Großkehbach hat ein Einzugsgebiet von etwa 2,8 km² Größe, das überwiegend im Unterraum Murrhardter Wald des Naturraums Schwäbisch-Fränkische Waldberge liegt und mit seinem nördlichsten Anteil im Unterraum Murrtal. Das ganze Gebiet zählt zur Teilortsgemarkung der zentralen Stadt Murrhardt. Sein höchster Punkt liegt auf dem Gipfel des 539,9 m ü. NHN hohen Hoblersbergs ganz im Süden über dem Ursprung. Von hier an grenzt an der linken, südwestlichen und westlichen Wasserscheide das Einzugsgebiet des nächsten größeren Murr-Zuflusses Hörschbach bis fast auf die Spornspitze des Waltersbergs über der Walterichkirche an, dann kurz das eines kleinen und anonymen Stadtbachs und zuletzt da der abfließenden Murr selbst.
Vom Hoblersberg an entlang der östlichen Grenze liegt außen im Südosten ein langes Gebiet an, das zur obersten Murr vor ihrem Knie nahe bei Fornsbach entwässert, danach führt hinter dem Nordsporn des Rißbergs mit dem Riesbergturm ein kleiner Bach durch die Hozenklinge den Abfluss an der Außenseite dieser Wasserscheide zur Murr wenig oberhalb des Großkehbach-Zuflusses.
Das ganze Gebiet zählt zur Teilortsgemarkung der zentralen Stadt Murrhardt, die Ortsteile und Siedlungsplätze am Lauf und im Einzugsgebiet wurden im Abschnitt Verlauf schon genannt.

### Zuflüsse und Seen

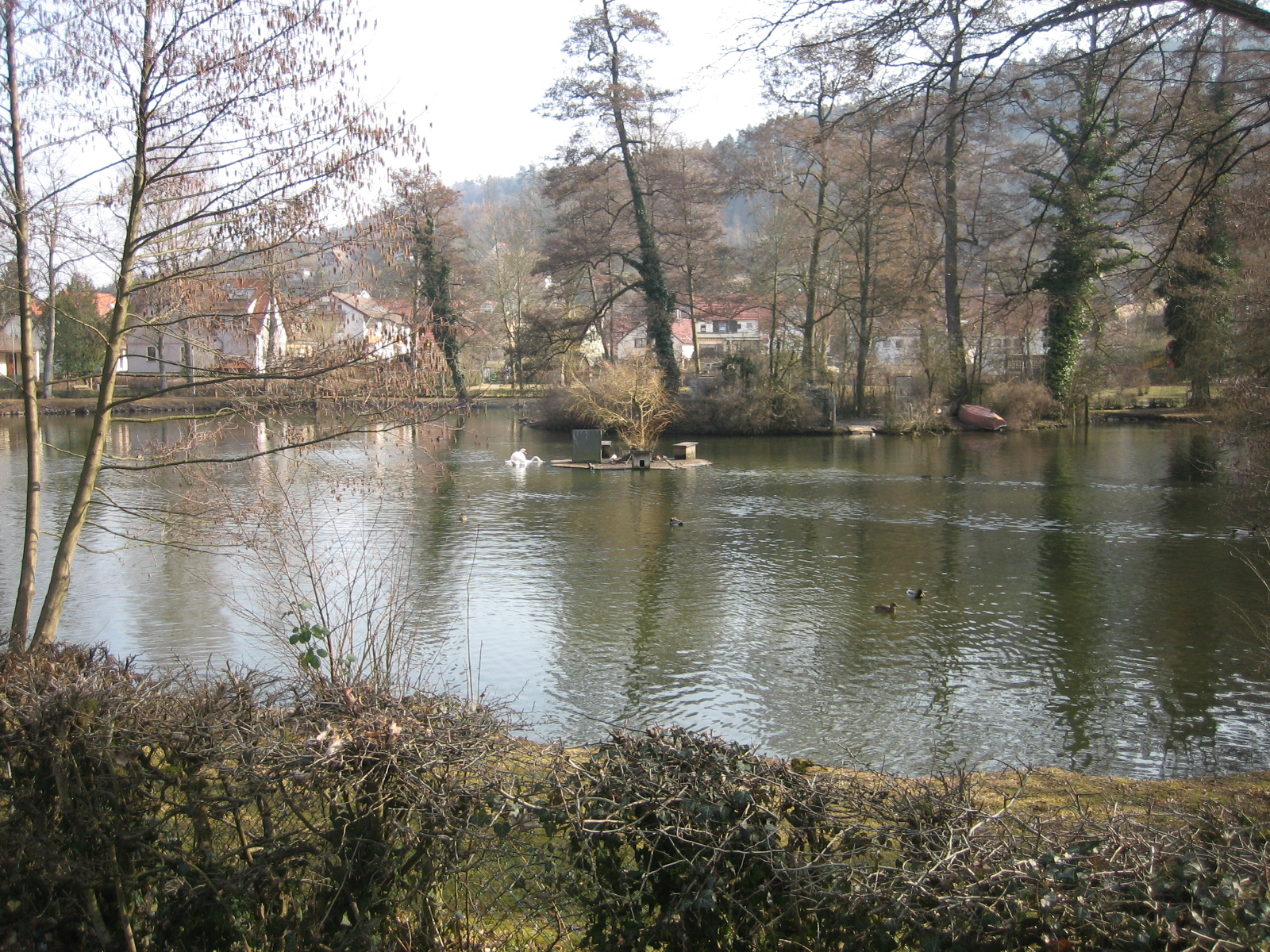
Der Feuersee in Murrhardt

Hierarchische Liste der Zuflüsse und  Seen von der Quelle zur Mündung. Gewässerlänge, Seefläche, Einzugsgebiet und Höhe nach den entsprechenden Layern auf der Onlinekarte der LUBW. Andere Quellen für die Angaben sind vermerkt.
Ursprung des Großkehbachs auf etwa 518 m ü. NHN am Nordhang des Hoblersbergs (539,9 m ü. NHN). Der Bach läuft anfangs nordwestlich in einen halbkilometerlangen Achtelsbogen nach rechts, bis er nordwärts aus dem Wald tritt.
- Durchfließt auf ca. 485 und ca. 475 m ü. NHN zwei winzige Waldteiche.
- (Verbindung mit dem Feuersee), von links und Norden auf unter 300 m ü. NHN in Murrhardt am Abzweig des Kirchhains von der Gartenstraße, 0,2 km und unter 0,1 km².
  -  Entwässert den Feuersee im Stadtpark zwischen den verbliebenen Gebäuden des ehemaligen Klosters Murrhardt im Osten und dem Friedhof an der Walterichskirche im Westen, der in einer natürlichen, nordwärts laufenden Geländemulde vor der Stadtmauer durch einen Erddamm im Norden angestaut ist, etwa 0,6 ha.
- Kleinkehbach, weniger als hundert Meter nach dem vorigen von rechts und Südsüdwesten auf unter 300 m ü. NHN gegenüber der Rückseite des Gebäudes Gartenstraße 43 in Murrhardt, 1,7 km und ca. 1,0 km². Entsteht auf etwa 492 m ü. NHN im Wald am Nordwesthang zwischen Hoblersberg und dessen nordöstlicher Fortsetzung Rißberg.

Mündung des Großkehbachs von links und zuallerletzt Südsüdosten auf ca. 287 m ü. NHN gegenüber dem Haus Theodor-Heuss-Straße Nr. 24 in die obere Murr. Der Bach ist hier 3,2 km lang und hat ein Einzugsgebiet von ca. 2,8 km².

## Geologie
Im Einzugsgebiet des Großkehbachs stehen überall Gesteine des Mittelkeupers an. Der überwiegende Hochebenenanteil inklusive der aufsitzenden Höhen (Hoblersberg, Rißberg) liegt im Stubensandstein (Löwenstein-Formation). In den Klingeneinschnitten und an den steilen Abfällen ins Murrtal folgen darunter sehr schnell die Schichten darunter bis in den Gipskeuper (Grabfeld-Formation). In der Klinge des Großkehbachs liegen sehr bald Gesteine aus quartären Rutschungen, ebenfalls nahe am letzten Laufrichtungswechsel des Baches an der L 1066, der zuletzt in einem breiten Auensedimentstreifen neben der Murr mündet.
Ein aufgelassener Sandsteinbruch bei Waltersberg, der den Stubensandstein aufschließt sowie die Franzensklinge des Kleinkehbachs, in der es Aufschlüsse vom Kieselsandstein (Hassberge-Formation) bis hinunter in den Gipskeuper gibt, sind Geotope.

## Natur und Schutzgebiete
Landschaftlich lassen sich vier verschiedene Teile des Einzugsgebietes unterscheiden. Das Quellgebiet des Großkehbachs am Hoblersberg und das östlich anschließende des Kleinkehbachs am Rißberg sowie der Sporn des Rißbergs zum Murrtal hin sind geschlossen bewaldet. Die am Großkehbach-Lauf verbundenen Rodungsinseln von Waltersberg westlich und des Schwemmhofes östlich des Baches in einer Höhenlage von etwas unter 490 bis etwas über 450 m ü. NHN werden von Feldern und Wiesen eingenommen. Darunter setzen die beiden Bachklingen an, in denen steiler Hangwald steht, sowie die ebenfalls bewaldeten Spornabfälle des Waltersbergs im Westen, des Schwammbergs zwischen den Talklingen und des Ries- oder Rißbergs im Osten. Noch tiefer läuft, oft von Obstbäumen und kleinen Gehölzen bestanden, der Hang in offener Flur aus und geht dann – am Großkehbach früher, am Kleinkehbach erst zuletzt – ins Murrhardter Siedlungsgebiet über. 
Das ganze Einzugsgebiet ist Teil des Naturparks Schwäbisch-Fränkischer Wald, die südlichen Teile (Waldhänge südlich von Schwammhof, nur kleine Teile der Höhenrodungsinseln) sowie ein Teil des oberen Riesberg-Sporns gehören zum Landschaftsschutzgebiet Murrhardter Wald. Naturdenkmale sind ein aufgelassener Stubensandsteinbruch bei Waltersberg und ein Stück des Talgrunds der Franzenklinge, die auch Geotop ist.

### LUBW
Amtliche Online-Gewässerkarte mit passendem Ausschnitt und den hier benutzten Layern: Lauf und Einzugsgebiet des Großkehbachs

Allgemeiner Einstieg ohne Voreinstellungen und Layer: Daten- und Kartendienst der Landesanstalt für Umwelt Baden-Württemberg (LUBW) (Hinweise)
1. 1 2 3  Höhe nach dem Höhenlinienbild auf dem Hintergrundlayer Topographische Karte.
2. 1 2 3  Länge nach dem Layer Gewässernetz (AWGN).
3. 1 2 3  Einzugsgebiet abgemessen auf dem Hintergrundlayer Topographische Karte.
4. ↑  Höhe nach grauer Beschriftung auf dem Hintergrundlayer Topographische Karte.
5. ↑  Seefläche nach dem Layer Stehende Gewässer.

### Andere Belege
1. ↑  Hansjörg Dongus: Geographische Landesaufnahme: Die naturräumlichen Einheiten auf Blatt 171 Göppingen. Bundesanstalt für Landeskunde, Bad Godesberg 1961. → Online-Karte (PDF; 4,3 MB)
2. ↑  Geologie nach der unter → Literatur aufgeführten geologischen Karte. Einen gröberen Überblick verschafft auch: Mapserver des Landesamtes für Geologie, Rohstoffe und Bergbau (LGRB) (Hinweise)
3. ↑  Geotop-Steckbrief des Stubensandsteinbruchs bei Waltersberg
4. ↑  Geotop-Steckbrief der Franzensklinge (Klinge des Kleinkehbachs)